# Pinocchio (1940)
Pinocchio [pi'nɔk:jo], in Deutschland ursprünglich unter dem Titel Pinocchio, das hölzerne Bengele veröffentlicht, erschien 1940 und ist der zweite abendfüllende Zeichentrickfilm der Walt-Disney-Studios nach Schneewittchen und die sieben Zwerge. Er basiert auf den Abenteuern von Pinocchio von Carlo Collodi.
1994 wurde der Film ins National Film Registry aufgenommen, ein Verzeichnis für als besonders erhaltenswert geltende US-Filme. Das American Film Institute zählt den Film zu den 100 inspirierendsten Filmen der Vereinigten Staaten.

## Handlung
Die Geschichte beginnt damit, dass die wandernde Grille Jiminy auf der Suche nach einer Bleibe für die Nacht Quartier in der Werkstatt des Tischlers Gepetto (ital. Geppetto) bezieht. Gepetto, der alleinstehend ist und keine Kinder hat, hat gerade eine neue Puppe, die er Pinocchio nennt, fertiggestellt, und spricht seinen sehnlichen Wunsch aus, dass sie ein echter Junge werden soll. Später in der Nacht kommt eine in Blau gekleidete Fee, die seinen Wunsch gehört hat, in seine Werkstatt und erweckt die Holzpuppe zum Leben; doch um Gepettos Wunsch wirklich zu erfüllen, muss Pinocchio seinen eigenen Anteil dazu beitragen. Jiminy, der Zeuge dieses wundersamen Ereignisses wird, wird von der Fee zu Pinocchios „Gewissen“ ernannt, der ihn auf den rechten Weg zum Menschwerden führen soll.
Als Gepetto am nächsten Morgen erwacht, traut er seinen Augen kaum. Pflichtbewusst wird ihm klar, dass Pinocchio zur Schule gehen muss, und zusammen mit Jiminy Grille macht sich Pinocchio auf den Weg. Doch schon lauern erste Gefahren, denn zwei hinterlistige Gestalten, ein Fuchs und ein Kater, wollen Pinocchio an das Marionettentheater von Stromboli verkaufen. Pinocchio lässt sich leichtfertig beschwatzen, und selbst durch das beherzte Eingreifen von Jiminy Grille kann er nicht aufgehalten werden. Er wird der Star des Marionettentheaters von Puppenspieler Stromboli. Pinocchio macht sein Engagement zunächst großen Spaß, doch damit ihm sein neuer Goldesel nicht entwischt, sperrt Stromboli Pinocchio nach der Vorstellung in einen Käfig. Nur mit Hilfe der Blauen Fee kann er sich befreien. Inzwischen macht sich Gepetto zu Hause gewaltige Sorgen und versucht vergeblich, Pinocchio zu finden.
Derweil hat sich Pinocchio vorgenommen, brav zu sein und zur Schule zu gehen. Doch auf dem Weg zu Gepetto gerät er wieder an den Fuchs und den Kater, die ihn zusammen mit anderen Kindern auf eine Vergnügungsinsel locken wollen. Begeistert fährt er mit dem Herumtreiber Lampwick auf die Insel, auf der es nur Kinder gibt und jeder tun und lassen kann, was er will. Doch nach einer einzigen Nacht des ungezügelten Vergnügens verwandeln sich alle Kinder in Esel und werden vom Kutscher, der sie auf die Insel gebracht hat, verkauft. Nur Pinocchio kann entkommen, obwohl ihm bereits Eselsohren und ein Schwanz gewachsen sind, und zusammen mit Jiminy Grille macht er sich auf den Weg nach Hause.
Zu Hause stellen sie fest, dass Gepetto verschwunden ist. Pinocchio ist verzweifelt, doch dann bekommt er eine Notiz von der Fee, die ihn und Jiminy informiert, dass Gepetto von einem Wal verschluckt wurde. Sofort machen sie sich auf den Weg und tauchen auf den Grund des Ozeans. Schließlich landet auch Pinocchio im Bauch des Wals namens Monstro und trifft dort seinen Ziehvater wieder.
Sie bringen den Wal zum Niesen und schaffen es so, den Walbauch auf einem Floß zu verlassen. Der Wal verfolgt die beiden jedoch, und die beiden versuchen, durch eine Lücke in einem Felsenriff vor ihm zu entkommen. Der Wal prallt in seiner Wut aber ebenfalls gegen den Felsen und zerschmettert dabei das Floß, und Pinocchio verliert sein Leben. Doch noch als Gepetto um den Verlust seines Sohnes trauert, wird Pinocchio für sein tapferes und selbstloses Verhalten wieder zum Leben erweckt und in einen richtigen Jungen verwandelt. Während Pinocchio und Gepetto dieses Ereignis freudig feiern, wird Jiminy von der Fee mit einer Auszeichnung als Gewissen erster Klasse belohnt.

## Hintergrund

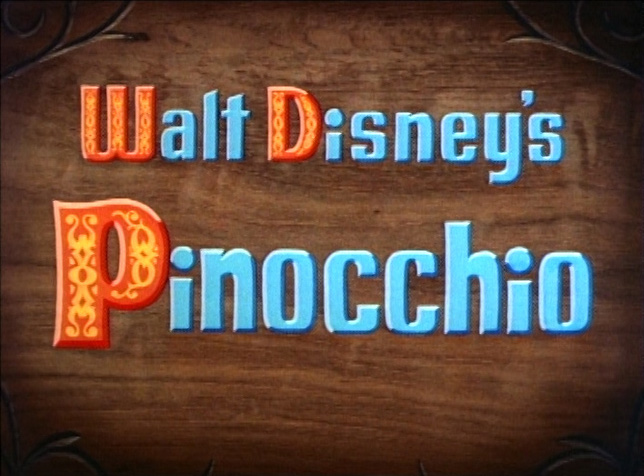
Titelbild von Pinocchio

- Die Herstellung von Pinocchio wurde streng von Walt Disney überwacht. Er verlangte von seinen Mitarbeitern äußerst präzise Arbeit, auch als nach der Hälfte der Produktionszeit schon Unsummen an Geld verschlungen worden waren. So kann man heute kaum eine Szene des Filmes nennen, bei der sich irgendein Fehler oder eine Ungenauigkeit entdecken ließe.

- Es ist die erste Filmproduktion, die von der Multiplan-Kamera umfangreichen Gebrauch machte: Aufgrund der gestaffelten Anordnung von Vorder-, Mittel- und Hintergründen vermag sie beeindruckend viel räumliche Tiefe zu simulieren, z. B. durch Parallaxenverschiebung während Kamerafahrten und die Möglichkeit, auf verschiedene Bildebenen zu fokussieren. Durch den Einsatz dieser Technik wurde Pinocchio zu einem der teuersten Filme der damaligen Zeit. Das Budget lag (laut IMDb[2]) bei etwa 2,6 Millionen US-Dollar, was einer heutigen Summe von etwa 58,1 Millionen Dollar entspricht.

- Ursprünglich sollte Bambi der zweite Spielfilm werden. Allerdings war sich Disney nicht ganz sicher und wusste nicht, wie er vorgehen sollte. Weil man für Pinocchio mehr Ideen hatte und diese Geschichte mehr Möglichkeiten bot, entschloss man sich, sie als Nachfolger von Schneewittchen zu produzieren.

- Jiminy kommt im Buch nur einmal als namenlose Grille vor. Pinocchio tötet sie mit einem Hammer, weil sie ihm einen Rat gibt. Später taucht sie als Geist auf. In dieser Figur sah Disney den Kern dessen, was diese Geschichte funktionieren lassen könnte. Disney war der Meinung, in der Geschichte sei nicht genug Wärme, Liebe und Freundschaft. Deshalb baute er Jiminy Grille ein. Am Ende war er das Herz der Geschichte, statt mit einem Hammer erschlagen zu werden. Er beginnt, den Film immer mehr zu dominieren.

### Filmmusik
Leigh Harline komponierte in Zusammenarbeit mit dem Texter Ned Washington fünf Lieder und gestaltete mit Unterstützung von Paul J. Smith auch große Teile der Filmmusik. Unter den Songs war auch When You Wish upon a Star – dieses Lied bildet ein wichtiges Leitmotiv und entwickelte sich im Laufe der Zeit zu einer Art Disney-Hymne. Mit ihm ist Pinocchio auch der erste Disney-Film, der Academy Awards in den Kategorien „Beste Musik“ und „Bester Song“ gewann. Erst Mary Poppins (1964) konnte sich diesem Erfolg anschließen. 2004 wählte das American Film Institute When You Wish upon a Star auf Platz 7 in ihre Liste AFI’s 100 Years … 100 Songs der 100 besten US-amerikanischen Filmsongs.
In Pinocchio ist eine besonders stark ausgeprägte sinfonische Gestaltung in Form thematisch-motivischer Arbeit spürbar. Hinzu kommt eine sehr farbige Instrumentierung, und neben Liedhaftem finden sich auch Spuren des Jazz. Die Sequenz mit dem Wal, der Pinocchio und Gepetto auf ihrem Floß jagt, spielt sich gar zu einem sinfonieartigen Stück auf – unter Verwendung von thematischem Material Harlines komponiert von Edward Plumb. Plumb (1907–1958) gehörte zu denen, die bei den Disney-Studios häufig ungenannt blieben und deren musikalischen Beiträge leicht anderen Künstlern zugeordnet werden.
Eine Instrumentalversion von „When you wish upon a Star“ wurde verwendet in der Schlusssequenz des Science-Fiction-Films Unheimliche Begegnung der dritten Art (1977) von Steven Spielberg. Weiterhin diente das Streichermotiv, das bei der Flucht vor dem Wal erklingt, dem Komponisten John Williams mit als Vorlage für das Hauptmotiv in dem Film Der weiße Hai.
Im Film Pinocchio erklingen folgende Lieder:
- When You Wish Upon a Star – Jiminy Grille
- Little Wooden Head – Geppetto
- Give a Little Whistle – Jiminy Grille & Pinocchio
- Hi-Diddle-Dee-Dee – Ehrlicher John
- I’ve Got No Strings – Pinocchio

### Deutsche Fassungen
| Figur            | Originalsprecher | Deutscher Sprecher  | Deutscher Sprecher (1973) |
| ---------------- | ---------------- | ------------------- | ------------------------- |
| Pinocchio        | Dickie Jones     | Wilfried Schaelicke | Oliver Rohrbeck           |
| Jiminy Grille    | Cliff Edwards    | Georg Thomalla      | Georg Thomalla            |
| Stromboli        | Charles Judels   | Georg Thomalla      | Fritz Tillmann            |
| Geppetto         | Christian Rub    | Walter Werner       | Klaus W. Krause           |
| Ehrenwerter John | Walter Catlett   | Alfred Balthoff     | Harald Juhnke             |
| Die blaue Fee    | Evelyn Venable   | Friedel Schuster    | Almut Eggert              |
| Lampwick         | Frankie Darro    | Horst Buchholz      | Abelardo Decamilli        |
| Kutscher         | Charles Judels   | Konrad Wagner       | Franz Nicklisch           |

Es existieren zwei deutsche Synchronfassungen: Die deutsche Originalversion entstand anlässlich der deutschen Erstaufführung 1951 im Verleih der deutschen RKO, Frankfurt am Main. Die zweite Synchronisation entstand für die Wiederaufführung 1973 im Verleih der Fox-MGM bei Simoton Film GmbH, Berlin (Regie, Buch und Liedertexte: Heinrich Riethmüller). In der zweiten Synchronisation wurde der düstere und beängstigende Charakter des Films deutlich abgeschwächt, verwässert und „kindgerechter“ gestaltet. Georg Thomalla sprach „Jiminy Grille“ sowohl in der Synchronisation von 1951 als auch in der Neufassung von 1973 – daher werden beide Fassungen oftmals miteinander verwechselt.
Die Übersetzung der ersten Fassung durch den Theatermann Friedrich Luft hält sich genau an das englische Original und wurde von Disney sehr gelobt. In dieser Version sprach Georg Thomalla sowohl „Jiminy Grille“ als auch mit bösartig verstellter Stimme zusätzlich den „Stromboli“. Das Eingang- und Schlusslied When you wish upon a star wurde von einem bislang unbekannten Tenor auf Deutsch („Wenn ein Stern vom Himmel fällt“) eingesungen, wobei die Chöre nicht übersetzt wurden. Wilfried Schaelicke, der „Pinocchio“ 1951 sowohl die Sprechstimme als auch die Gesangsstimme lieh, war auch die deutsche Stimme von „Klopfer“ in der ersten deutschen Bambi-Synchronisation (1950). Alexa von Porembsky ist als französische Marionette zu hören.
Oliver Rohrbeck lieh „Pinocchio“ in der Neusynchronisation von 1973 nur die Sprechstimme; den Gesangspart übernahm ein bislang unbekanntes Kind. Die 2. deutsche Fassung erlaubt sich zahlreiche Freiheiten, um den düsteren Grundton des Originals abzuschwächen: So sind die mit Geräuscheffekten versehenen Wutausbrüche Strombolis, das Gewitter bei Gepettos Suche und die Wellen bei der Hetzjagd auf dem Meer deutlich heruntergefahren. Das Eingangslied wird ausschließlich von einem Chor gesungen. Die neue Übersetzung vermeidet zudem lyrische Passagen.
Die Fassung von 1951 ist seit den 1970er-Jahren offiziell aus dem Verkehr gezogen und darf nicht mehr verwendet werden. Alle VHS- und DVD-Veröffentlichungen enthalten nur die zweite Synchronisation von 1973. Allerdings existieren Ausschnitte der ersten Fassung auf alten Schallplatten und in Hörspielen. Bitten an Disney, die erste Fassung wieder zu veröffentlichen, blieben bislang unbeachtet.

## Rezeption
Als Pinocchio in die Kinos kam, wurde er sehnsüchtig erwartet. Bei den ersten Kritiken nach der Premiere am 7. Februar 1940 übertrafen sich die Kritiker gegenseitig beim Finden neuer Superlative, um zu vermitteln, dass dieser Film noch besser war als Schneewittchen und die sieben Zwerge. Doch im Gegensatz zu seinem Vorgänger hatte Pinocchio an der Kinokasse nicht annähernd so viel Erfolg. Als Erklärung könnte unter anderem genannt werden, dass Europa wegen des Zweiten Weltkrieges abgeschnitten war.

### Kritik
Inzwischen gilt der Film als Meisterwerk, was sich auch in den Auswertungen US-amerikanischer Aggregatoren widerspiegelt. So erfasst Rotten Tomatoes ausschließlich wohlwollende Besprechungen, Metacritic fast nur Höchstwertungen.

„Nach Schneewittchen und die sieben Zwerge konnte Walt Disney seinen zweiten abendfüllenden Zeichentrickfilm ganz nach eigenen Vorstellungen realisieren. Collodis moralische Initiationsgeschichte vom ‚hölzernen Bengel‘ wird mit visueller Fantasie, Witz und Musikalität erzählt. In einer Kaskade von Rhythmen, Tönen und Farben, die sich mit der Stimmung wandeln, folgt eine gelungene Überraschung auf die andere. Eine der liebenswürdigsten Schöpfungen des Genres von großer formaler Geschlossenheit. Schon die Eröffnungssequenz, die scheinbar ins Innere eines Bildes (ent-)führt, bestimmt die Suggestionskraft des Films, die zuweilen beklemmende Intensität erreicht.“

„Animiert vom Erfolg seines ersten Zeichentrickspielfilms Schneewittchen (1937) machte sich Walt Disney mit Akribie und Enthusiasmus an sein so faszinierendes wie technisch brillantes Meisterwerk Pinocchio, das das Pech hatte, mitten im Getöse des Zweiten Weltkrieges in die Kinos zu kommen – dem sehenswerten Kleinod war dadurch zunächst nur ein bescheidenes Publikumsinteresse vergönnt. Mit dem neu entwickelten ‚Multiplan‘-Aufnahmeverfahren […] erreichte Pinocchio eine bei Trickfilmen bisher unerreichte optische Qualität, die durch bunte Farbvielfalt und stimmungsvolle Musikbegleitung gelungen ergänzt wurde.“

### Auszeichnungen
- 1941: Oscar für die Beste Filmmusik für Leigh Harline, Paul J. Smith und Ned Washington
- 1941: Oscar für Leigh Harline und Ned Washington für den Besten Song („When You Wish Upon a Star“)
- 1989: ASCAP Film and Television Music Award für Leigh Harline und Ned Washington für den Besten Song („When You Wish Upon a Star“)
- 1994: Aufnahme in das National Film Registry
- 1998: Der Song (When You Wish Upon a Star...) schaffte es in der vom American Film Institute zusammengestellten Liste der 100 besten Filmsongs auf Platz 7.
- 2008: In der vom American Film Institute erschienenen Liste der 10 besten Zeichentrickfilme aller Zeiten, schaffte es der Film auf Rang 2.

## Veröffentlichungen

### DVD
- Pinocchio (Special Collection). Walt Disney Home Video 2003.
- Pinocchio. 2-Disc Limited Platinum Edition. Blu-ray Disc, Buena Vista Home Entertainment 2009
- Pinocchio (Disney Classics 2). Walt Disney Studios Home Entertainment 2017

### Blu-ray
- Pinocchio (Disney Classics 2). Walt Disney Studios Home Entertainment 2017

### Soundtrack
- Walt Disney’s Pinocchio. Original Motion Picture Soundtrack. Walt Disney Records, Burbank 1995, Nr. N 7023900
- Walt Disney’s Pinocchio. Deutsche Original-Aufnahme. Walt Disney Records 2002, Nr. 0927443652

## Neuverfilmung
Am 8. September 2022 erschien auf Disney+ eine Neuverfilmung des Klassikers.